# غوردي هوفمان
غوردي هوفمان (بالإنجليزية: Gordy Hoffman)‏ هو كاتب سيناريو ومخرج أمريكي، ولد في 13 أكتوبر 1964 في نيويورك في الولايات المتحدة.

## وصلات خارجية
- غوردي هوفمان على موقع IMDb (الإنجليزية)
- غوردي هوفمان على موقع أول موفي (الإنجليزية)
- غوردي هوفمان على موقع قاعدة بيانات الفيلم (الإنجليزية)
- غوردي هوفمان على موقع كينوبويسك (الروسية)